# Polynema perforator
Polynema perforator är en stekelart som beskrevs av Perkins 1910. Polynema perforator ingår i släktet Polynema och familjen dvärgsteklar. Inga underarter finns listade i Catalogue of Life.